# AviPa Dourado (LP-03)
O AviPa Dourado (LP-03) é um navio-patrulha da Marinha do Brasil da Classe Marlim.
Incorporado a Marinha em 2009, foi integrado ao Grupamento de Patrulha Naval do Leste, subordinado ao 2º Distrito Naval da Marinha do Brasil, com sede em Salvador, no estado da Bahia.
O navio foi construido pela Indústria Naval do Ceará (INACE).

## Origem do nome
O nome do navio esta relacionado ao peixe marinho Salminus hilarii conhecido como Dourado, de formato alongado e  tido como um peixe aguerrido.